# Arcanum (ezotéria)
Az arcanum latin eredetű szó, jelentése rejtély, titok. Átvitt értelemben titkos gyógyszereket is jelentett, amelyeket mint az egészséget helyreállítókat vagy mint a testnek szépségét előmozdítókat adtak el a császárok alatt Rómában. Az alkimisták is használták e kifejezést, és arcanum duplicatumnak nevezték el a kénsavas káliumot, amelyet különben specificum purgans Paracelsi vagy sal polychrestum Glaseri néven is említettek.